# Phil Davis (calciatore)
Phil Davis (Sheffield, 1944 – 1997) è stato un calciatore inglese, di ruolo difensore.

## Carriera
Inglese di nascita, si trasferì negli Stati Uniti d'America ove giocò dapprima nei Rochester Lancers, club dell'American Soccer League. Con Lancers giunse alla finale dell'edizione 1968, persa contro i Washington Darts.
La stagione 1969  passa ai Syracuse Scorpions, ove raggiunge nuovamente la finale del torneo, soccombendo nuovamente ai Darts.
Nella stagione 1970 torna ai Lancers, che si erano spostati nella North American Soccer League: con il suo club si aggiudicò il torneo battendo finalmente i Darts. Davis giocò da titolare entrambi gli incontri delle finali.
La stagione seguente, a campionato in corso, passa ai canadesi del Toronto Metros, con cui non riesce ad accedere alla fase finale del torneo.
Nel campionato 1973 passa ai Montréal Olympique, con cui ottiene il secondo posto della Northern Division, non accedendo alla fase finale del torneo.
Nel torneo 1974 torna ai Lancers, con cui chiude al terzo posto della Northern Division, mancando l'accesso ai quarti di finale.
La stagione seguente passa agli Hartford Bicentennials, con cui ottiene il quinto ed ultimo posto nella Northern Division, non riuscendo ad accedere alla fase finale del torneo.
L'anno dopo rimane nel New England, questa volta in forza ai Boston Minutemen, con cui chiude la Northern Division dell'Atlantic Conference.
Nel 1977 torna a giocare nella ASL, ove chiude la carriera agonistica nel Cleveland Cobras.

## Palmarès
- Campionato NASL: 1

Rochester Lancers: 1970